# Fjorgyn
Fjorgyn eller Jord, även Lödyn (Hjödyn), är i nordisk mytologi jordens asynja, en gudinna med dunkelt ursprung. Hon är känd som moder till Tor, som kallas "jordens son" i dikterna Höstlång, Trymskvädet, Lokes smädelser m. fl. I Snorres Edda är hon dotter till Natt och hennes andre man, Anar. Hennes halvbröder är Aud och Dag. Jord var en jordgudinna och hade förutom Fjorgyn alt. Fjörgyn namnen Hlödunn, Fold och Grund, alla med betydelsen "jord". Dessa användes flitigt i skaldediktningen, men tyvärr vet vi inte så mycket mer än att hon tillhörde den mytiska urtiden och sannolikt inte haft någon egentlig sekt. 